# ميغيل بوستامينت
ميغيل بوستامينت هو لاعب كرة قدم إكوادوري في مركز الدفاع، ولد في 17 فبراير 1939 في غواياكيل في الإكوادور، وتوفي في 13 نوفمبر 2012. لعب مع نادي برشلونة.